# Lo och Fröksmon
Lo och Fröksmon är en av SCB avgränsad och namnsatt småort i Kramfors kommun, Västernorrlands län. Den omfattar bebyggelse i grannbyarna Lo och Fröksmon i Styrnäs socken

## Befolkningsutveckling
| Befolkningsutvecklingen i Lo och Fröksmon 1990–2015 | Befolkningsutvecklingen i Lo och Fröksmon 1990–2015 | Befolkningsutvecklingen i Lo och Fröksmon 1990–2015 | Befolkningsutvecklingen i Lo och Fröksmon 1990–2015 | Befolkningsutvecklingen i Lo och Fröksmon 1990–2015 |
| --------------------------------------------------- | --------------------------------------------------- | --------------------------------------------------- | --------------------------------------------------- | --------------------------------------------------- |
|                                                     |                                                     |                                                     |                                                     |                                                     |
| År                                                  |                                                     |                                                     | Folkmängd                                           | Areal (ha)                                          |
| 1990                                                | 1990                                                |                                                     | 165                                                 | 39#                                                 |
| 1995                                                | 1995                                                |                                                     | 137                                                 | 43#                                                 |
| 2000                                                | 2000                                                |                                                     | 127                                                 | 43#                                                 |
| 2005                                                | 2005                                                |                                                     | 133                                                 | 43#                                                 |
| 2010                                                | 2010                                                |                                                     | 126                                                 | 44#                                                 |
| 2015                                                | 2015                                                |                                                     | 106                                                 | 47#                                                 |
| Anm.: # Som småort.                                 |                                                     |                                                     |                                                     |                                                     |